# Réserve naturelle de Stickelsberg
La réserve naturelle de Stickelsberg (en suédois : Stickelsbergs naturreservat) est une réserve naturelle de l'archipel de Stockholm dans le comté de Stockholm en Suède,,.

## Présentation
Située dans la commune de Värmdö, près de la zone de maisons de vacances de Saltarö et Skärmarö, la réserve naturelle a une superficie de 232 hectares. 
La réserve a été créée le 21 janvier 1965.
La réserve naturelle s'appelait auparavant réserve naturelle de Saltarö-Skärmarö.
La réserve est principalement constituée d'une zone forestière de conifères avec une mosaïque d'affleurements, de forêts d'épicéas avec des forêts de feuillus et de zones humides. 
Comme la foresterie a été abandonnée depuis longtemps, la forêt est devenue une forêt naturelle relativement intacte. 
La faune est riche et des espèces d'oiseaux telles que le balbuzard pêcheur, la buse variable, le tétras lyre, les strigidae et plusieurs espèces de picidés ont été observées.

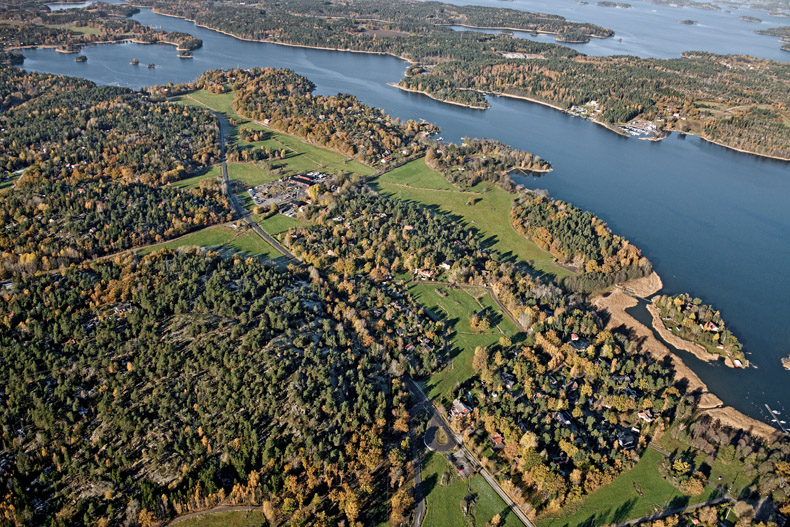
Kopparmora.

## Autres projets